# Régent TS
Pour les articles homonymes, voir Régent.
Le Régent TS est un insecticide commercialisé par la société BASF pour le traitement des semences de maïs. La substance active de ce produit est le fipronil.
Très controversé en France, où il est accusé de provoquer des pertes très importantes dans les ruchers d'abeilles domestiques et où sa commercialisation a été suspendue depuis février 2004, le Régent TS est autorisé dans de nombreux pays dans le monde. Il a été autorisé aux États-Unis le 17 mars 2005 par l’Agence de protection de l'environnement des États-Unis.
En France, par une décision en date du 24 février 2004, publiée au Journal officiel du 27 février 2004, il a été procédé :
- au retrait des autorisations provisoires de vente pour tous les usages des produits Régent TS et Régent 5 GR,
- à la suspension des autorisations de mise sur le marché pour tous leurs usages jusqu'à ce que la décision communautaire relative à l'inscription de la substance active fipronil intervienne des produits Schuss, Jumper, Metis, Texas et Zoom,
- à l'attribution d'un délai d'écoulement jusqu'au 31 mai 2004 à la distribution et à l'utilisation des stocks de semences traitées avec les produits Régent TS, Jumper, Métis, Texas, et Zoom.

Un arrêté du 19 avril 2005, publié au Journal officiel du 24 avril 2005 complète ce dispositif en interdisant :
- l'utilisation des produits phytopharmaceutiques contenant du fipronil ayant des usages en traitement du sol dans le cadre de la lutte contre les taupins et les charançons,
- des semences traitées avec des produits contenant du fipronil.

La substance active du Régent TS, le fipronil, a été inscrite par la directive 2007/52/CE du 16 août 2007, en tant qu'insecticide destiné au traitement des semences, à l’annexe I de la directive 91/414/CEE des substances actives autorisées dans la composition des produits phytopharmaceutiques. La Commission  Européenne demande dans cette directive aux États membres d'accorder une attention particulière notamment à la protection des abeilles, et à la réalisation d'études complémentaires sur l'évaluation du risque pour les abeilles, et en particulier le couvain d'abeilles.
Cependant le produit continue d'être exporté depuis les sites de production en France rapporte le journal en ligne Reporterre.